# Reiterdenkmal des Prince Albert (Glasgow)

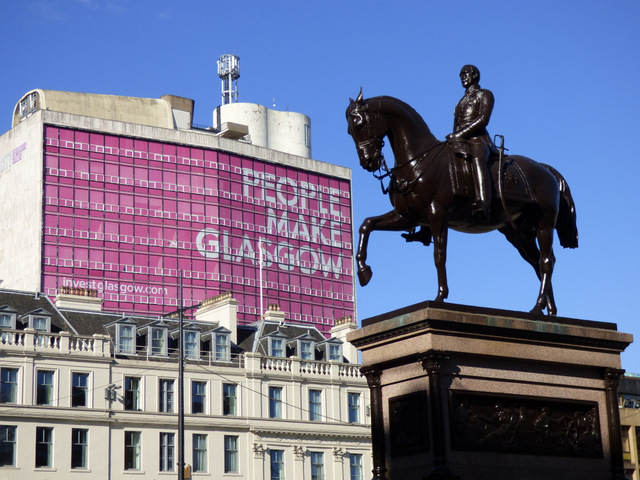
Reiterdenkmal des Prince Albert

Das Reiterdenkmal des Prince Albert ist ein Denkmal in der schottischen Stadt Glasgow. 1970 wurde das Bauwerk in die schottischen Denkmallisten in der höchsten Denkmalkategorie A aufgenommen.

## Beschreibung
Das Denkmal erinnert an den Prinzgemahl Albert von Sachsen-Coburg und Gotha (1819–1861). Es wurde im Jahre 1866 durch den italo-französischen Skulpteur Carlo Marochetti geschaffen. Marochetti hatte vor 1854 bereits das Reiterdenkmal der Queen Victoria gestaltet. Dieses befand sich zunächst am St Vincent Place und wurde 1865 an den George Square versetzt, um dort neben der Prince-Albert-Statue zu stehen.
Das Reiterdenkmal des Prince Albert nimmt eine prominente Position an der Westflanke des George Square im Zentrum Glasgows ein. Benachbart sind das Reiterdenkmal der Queen Victoria und die Statue of James Watt. Die Statue ruht auf einem gestuften Granitsockel, auf dem Plinthe und Postament aus rötlichem Granit stehen. Die Kanten des Postaments sind mit stilisierten Bronzesäulen und skulpturierten Bronzetafeln gestaltet. Zwischen den Säulen zieht sich ein Akanthusband. Die mit Eierstab ornamentierte Tafel an der Rückseite zeigt den Buchstaben „A“. Auf dem Postament ruht die Bronzeskulptur Alberts auf einem Pferd.